# 妙見城
妙見城（みょうけんじょう）は、福岡県うきは市にあった日本の城（山城）。

## 概要
耳納山地内の、鷹取山から耳納山へ続く尾根中心の峠一帯に位置する。標高770ｍの峠の頂に築かれた城を本城とし、北麓の尾根稜線に築かれた支城を含めて妙見城と総称される。
暦応2年（1339年）に大友氏泰に攻められ落城している。永正4年（1507年）には城主の星野重泰が臣従を拒んだため大友義長に攻められ、城内に内応者が出て重泰は討死にした。その後、天文元年（1532年）には大内義隆に攻められ、城主の星野親忠は戦死し、当城も落城した。